# A Vidrócki híres nyája
Az A Vidrócki híres nyája magyar népballada. Kodály Zoltán gyűjtötte három változatban:
| Vármegye       | Település | Év   | Szövegkezdet                                    | Kodály-rend |
| -------------- | --------- | ---- | ----------------------------------------------- | ----------- |
| Heves vármegye | Szuha     | 1923 | A Vidrócki híres nyája Szép az idő, kikelet van | 12899       |
| Gömör vármegye | Zabar     | 1906 | Megyen az nyáj, megyen az nyáj                  | 12916       |

Az általa gyűjtött három változat mellett felhasználta Vikár Béla 1899-es gyűjtésének szövegét. E négy változatból alakította ki a Mátrai képekben feldolgozott változatot.
A dal Vidróczki Mártonról, a híres betyárról szól, akit a népi emlékezet mátrai betyárként tart számon, pedig csak élete utolsó másfél–két évét töltötte itt. A korábbi bükki betyár 1871-ben másodszor is megszökött a börtönből, és a biztonság kedvéért választotta a Mátrát. Egyik bandabeli riválisa – a hagyomány szerint Pásztor Pista – 1873. február 17-én Tiribesen – mások szerint Mátraverebélyen – párbajra hívta, és meggyilkolta őt. Az egri Rókus temetőben, névtelen sírban helyezték végső nyugalomra.
A dal régi, sirató stílusú. A vers 4 soros, minden sor 8 szótagú.
Feldolgozások:
| Szerző          | Mire                       | Mű                                   | Előadás           |
| --------------- | -------------------------- | ------------------------------------ | ----------------- |
| Kodály Zoltán   | két szólam                 | Bicinia Hungarica, 1. füzet, 46. dal |                   |
| Kodály Zoltán   | vegyeskar                  | Mátrai képek, 1. dal                 | [ 3 ] [ 4 ] [ 5 ] |
| Máriássy István | zongora vagy ének és gitár | Elindultam szép hazámból, 41. kotta  |                   |

| szűr   | kabátféle felsőruha         |
| kesely | sárgásfehér, fakó           |
| ártány | herélt kandisznó vagy malac |

## Kotta és dallam
][
| A Vidrócki híres nyája csörög, morog a Mátrába', mert Vidróckit nem találja.]                                | Megyen az nyáj, megyen az nyáj, környes-körül a gaz alján. – Ugyan hol állok elejbe, kerek erdő közepébe?] | Hoz' ki babám szűröm, baltám, hagy menjek az nyájam után, mert levágják az kanomat, keselylábú ártányomat.] | Esteledik már az idő, szállás kérnék, de nincs kitől. Sűrű erdő a szállásom, csipkebokor a lakásom.] |
| ] A Vidrócki sírhalmára, gyöngy hull a koporsójára. – Hej, Vidrócki, most gyere ki! Hat vármegye vár ideki!] | – Mit ér nekem hat vármegye? Tizenkettő jöjjön ide!                                                        | | |

][{
Másik szöveg:
| Két esztendeje, vagy három, hogy a számadómat várom. Amott jön már, amint látom három fekete szamáron. ^= | – Jó napot, édes bojtárom! Nincsen-é valami károm? – Nincsen károd, de nem is lesz, míg a nyájad kezemen lesz.] | – Még azt mondod, nincsen hiba! Hát a vezérűrű hol van? – Majd megkerül kikeletkor, mikor a juh legel, akkor. |

## Felvételek
Ének:
- Nagy Zsuzsanna. YouTube ének

Hangszeres feldolgozások:
- Dinnyés Virág. YouTube furulya
- Sic Transit Gloria Mundi. YouTube ének, beatzenekar
- Vidróczki. YouTube ének, beatzenekar